# Dottertukan

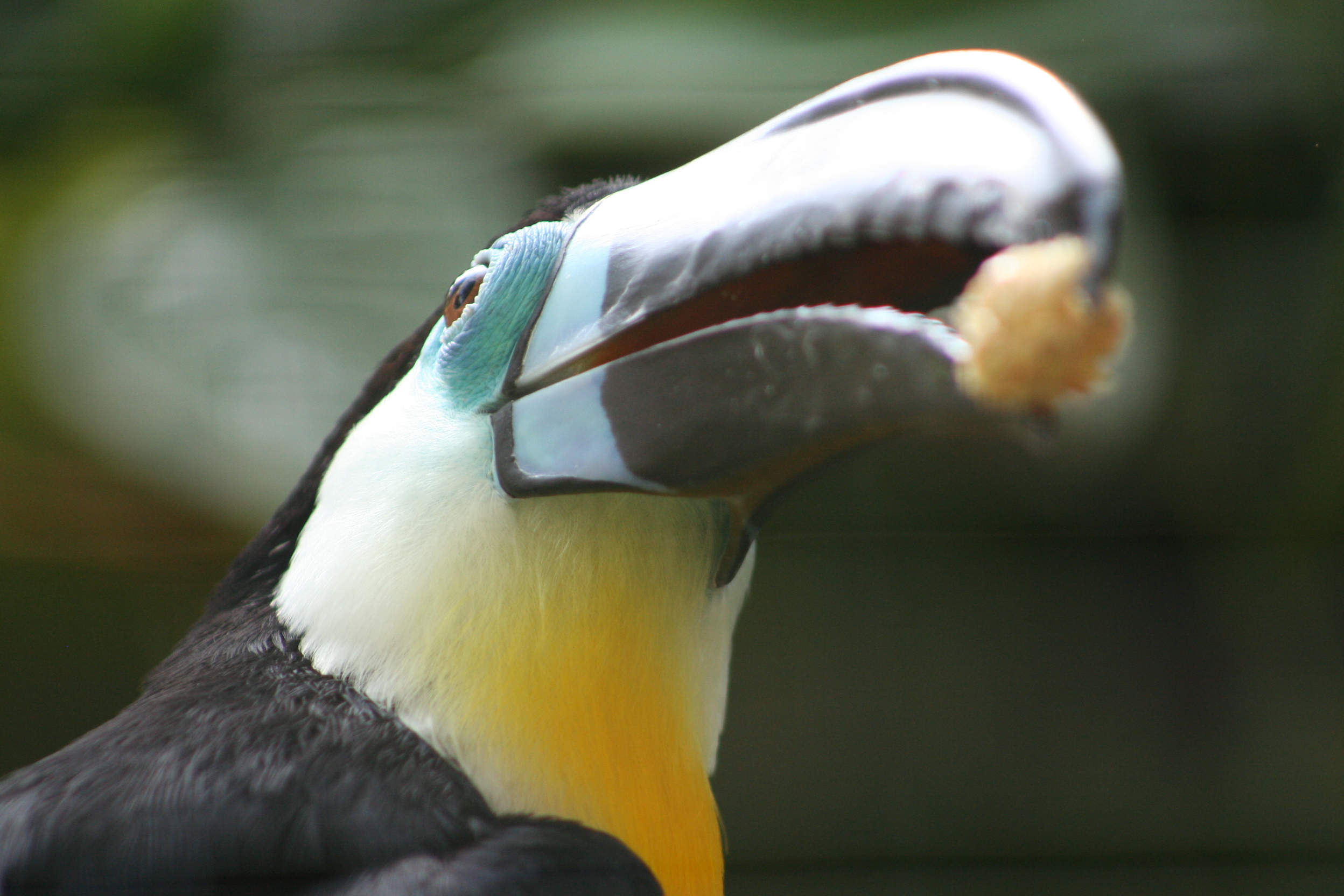
Detail des Gesichtes, Nominatform

Der Dottertukan (Ramphastos vitellinus), auch Zitronentukan (Unterart Ramphastos vitellinus citreolaemus), Arieltukan (Unterart Ramphastos vitellinus ariel) oder Kulmtukan (Unterart Ramphastos vitellinus culminatus) genannt, ist eine Vogelart aus der Familie der Tukane (Ramphastidae). Er kommt ausschließlich in Südamerika vor. Es handelt sich um einen großen Tukan, er kann nur mit dem noch größeren Weißbrusttukan verwechselt werden. Die beiden Arten unterscheiden sich jedoch auch durch ihr Rufrepertoire. Für den Dottertukan wurden mehrere Unterarten beschrieben, die sich in der Gesichts-, Schnabel- und Brustfärbung teils deutlich unterscheiden.
Die IUCN stuft den Dottertukan als ungefährdet (least concern) ein. Angaben zum Weltbestand gibt es nicht, er wird jedoch als relativ häufig bezeichnet. Da Dottertukane häufiger in den Vogelhandel gelangen, werden sie seit 1992 im Anhang II/B des Washingtoner Artenschutzübereinkommens geführt.

## Erscheinungsbild

### Maße
Dottertukane erreichen eine Körperlänge von durchschnittlich 48 Zentimeter. Die Männchen der Nominatform haben eine Flügellänge zwischen 18,0 und 20,6 Zentimeter und eine Schwanzlänge von 15,2 bis 17,2 Zentimeter. Der Schnabel ist zwischen 12,0 und 14,4 Zentimeter lang. Die Weibchen sind etwas kleiner. Ihre Flügellänge beträgt zwischen 18,3 und 20,0 Zentimeter, der Schwanz misst 14,6 bis 16,8 Zentimeter und der Schnabel hat eine Länge von 9,9 bis 12,0 Zentimeter.

### Nominatform
Adulte Dottertukane der Nominatform haben eine glänzende Körperoberseite, auch die Flügel, der Schwanz sowie die oberen Ohrdecken und die obere Halsseite sind schwarz. Die Oberschwanzdecken sind leuchtend rot, Kinn und Halsseiten sind weiß. Das Weiß geht in der Brustmitte zu einem leuchtenden Gelb bis Orange über. Die Federn auf der Vorderbrust haben eine schwarze Basis und enden in einem kräftigen Rot. Die Brustseiten, die Unterbrust, die Flanken und der Bauch sind schwarz, allerdings etwas weniger glänzend als auf der Körperoberseite. Die Unterschwanzdecken sind leuchtend rot. 
Der Schnabel ist lang, der Oberschnabel ist deutlich gebogen und endet in einer scharfen Spitze. Die Schnabelbasis umspannt unmittelbar an der Basis ein schmales schwarzes Band. Der Rücken des Oberschnabels ist etwas erhaben und verbreitert, was zu der englischen Bezeichnung Channel-billed Toucan geführt hat. An den Schnabelseiten weist er kleine vertikale Wölbungen auf. Die Schnabelbasis ist schwarz, dann folgt ein hellblauer bis dunkelblauer Streifen, der über Oberschnabel und Unterschnabel verläuft. Der Rest des Schnabels ist schwarz. Die nackte Gesichtshaut ist blassblau und rund um das Auge etwas dunkler. Die Iris ist braun, einige Individuen weisen einen weißen Augenring auf. 
Jungvögel sind etwas matter, ihr schwarzes Gefieder wirkt rußig. 

### Weitere Unterarten

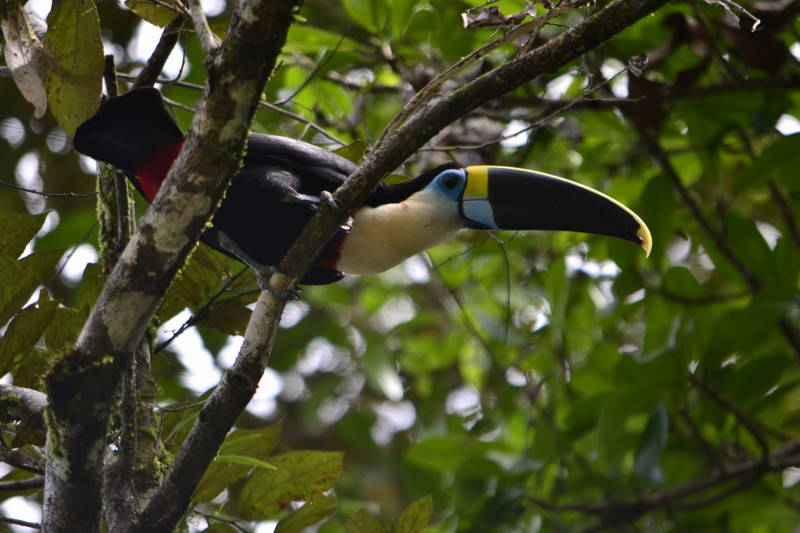
Ramphastus vitellinus culminatus

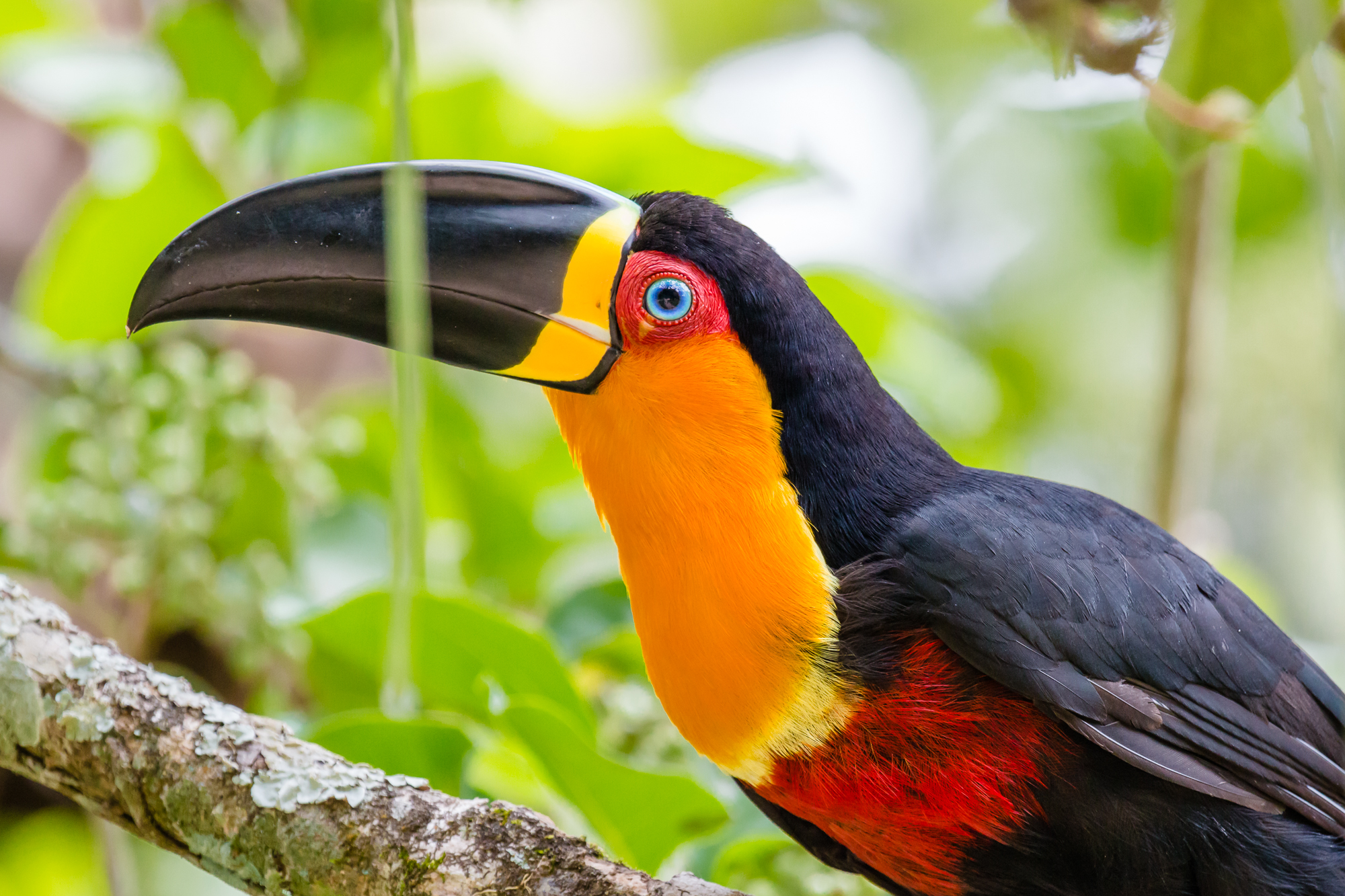
Ramphastos vitellinus ariel

- Die Unterart Ramphastos vitellinus citreolaemus (Gould, 1854), die im Norden Kolumbiens und im Nordwesten Venezuelas vorkommt, hat eine blassgelbe Zeichnung an Kehle und Brust. Der vertikale Streifen auf dem Schnabel ist grünlich-gelb und nicht bläulich wie bei der Nominatform. Der Schnabel ist schwarz mit einem gelben, bis zur Spitze reichenden Firstband. Der Unterschnabel hat eine gelbliche Spitze. Das rote Brustband ist sehr schmal. Die Oberschwanzdecken sind blassgelb. Sie ist etwas größer als die Nominatform.
- Die Unterart Ramphastos vitellinus culiminatus (Gould, 1854), die in Kolumbien östlich der Anden und im Südwesten Venezuelas sowie im Nordwesten Boliviens vorkommt, hat eine weiße Kehle, die gelbe Zeichnung in der Region von Kehle bis Vorderbrust fehlt mitunter vollständig. Das rote Brustband ist noch schmaler als bei der Unterart R. v. citreolaemus. Die Oberschwanzdecken sind goldgelb. Das vertikale Band an der Schnabelbasis ist sowohl auf dem Ober- als auch dem Unterstreifen nicht vollständig blau, sondern weist auch gelbe und orange Farbflächen auf. Der Schnabelrücken ist grünlich-gelb und hellt zur Schnabelspitze in ein kräftiges Gelb auf. Auch bei dieser Unterart hat der Unterschnabel eine gelbliche Spitze.

- Die Unterart Ramphastos vitellinus ariel (Vigors), die in Brasilien südlich des Amazonas vorkommt, ähnelt der Nominatform, da sie gleichfalls rote Oberschwanzdecken hat, die Brust eine orange Färbung hat und der Schnabelrücken schwarz ist. Sie unterscheidet sich von R. v. vitellinus durch den sehr intensiven gold-orangen Ton im vorderen Gesicht und auf der Brust. Das Brustband ist tiefrot und so breit wie beziehungsweise breiter als bei der Nominatform. Das vertikale Schnabelband ist gelb bis orangegelb und nicht blau wie bei der Nominatform. Die nackte Gesichtshaut rund um das Auge ist ebenfalls tief orange.

Die Unterarten wurden in der Vergangenheit teilweise als eigenständige Arten beschrieben. Alle vier Unterarten kreuzen sich jedoch bereitwillig in den Gebieten, in denen sich ihre Verbreitungsgebiete überlappen. Diese Hybridpopulationen sind sehr variabel gefärbt und teilweise ebenfalls als eigenständige Unterarten beschrieben worden. R. v. theresae, R. v. pintoi und R. v. osculans werden heute als Nachkommen zweier Unterarten eingestuft und nicht mehr als eigenständige Unterart betrachtet.
Im Osten Brasiliens gibt es einen von der übrigen Dottertukan-Population isolierten Bestand, der traditionell der Unterart R. v. ariel zugeordnet wird. Detaillierte genetische Untersuchungen haben jedoch gezeigt, dass diese Population schon sehr lange isoliert ist und möglicherweise entweder eine separate Unterart oder sogar eine eigene Art darstellt.

## Verbreitungsgebiet

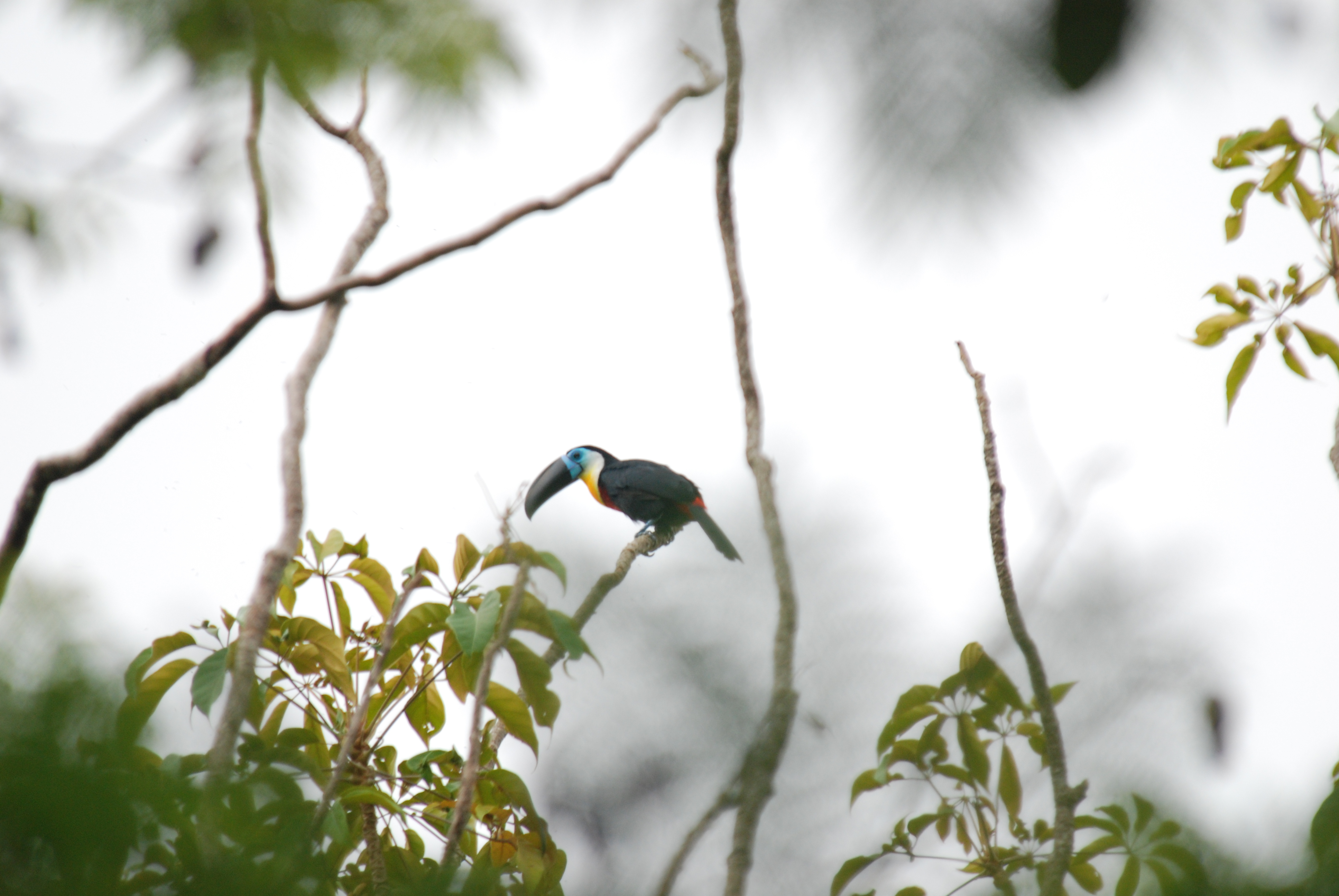
Dottertukan in Südamerika

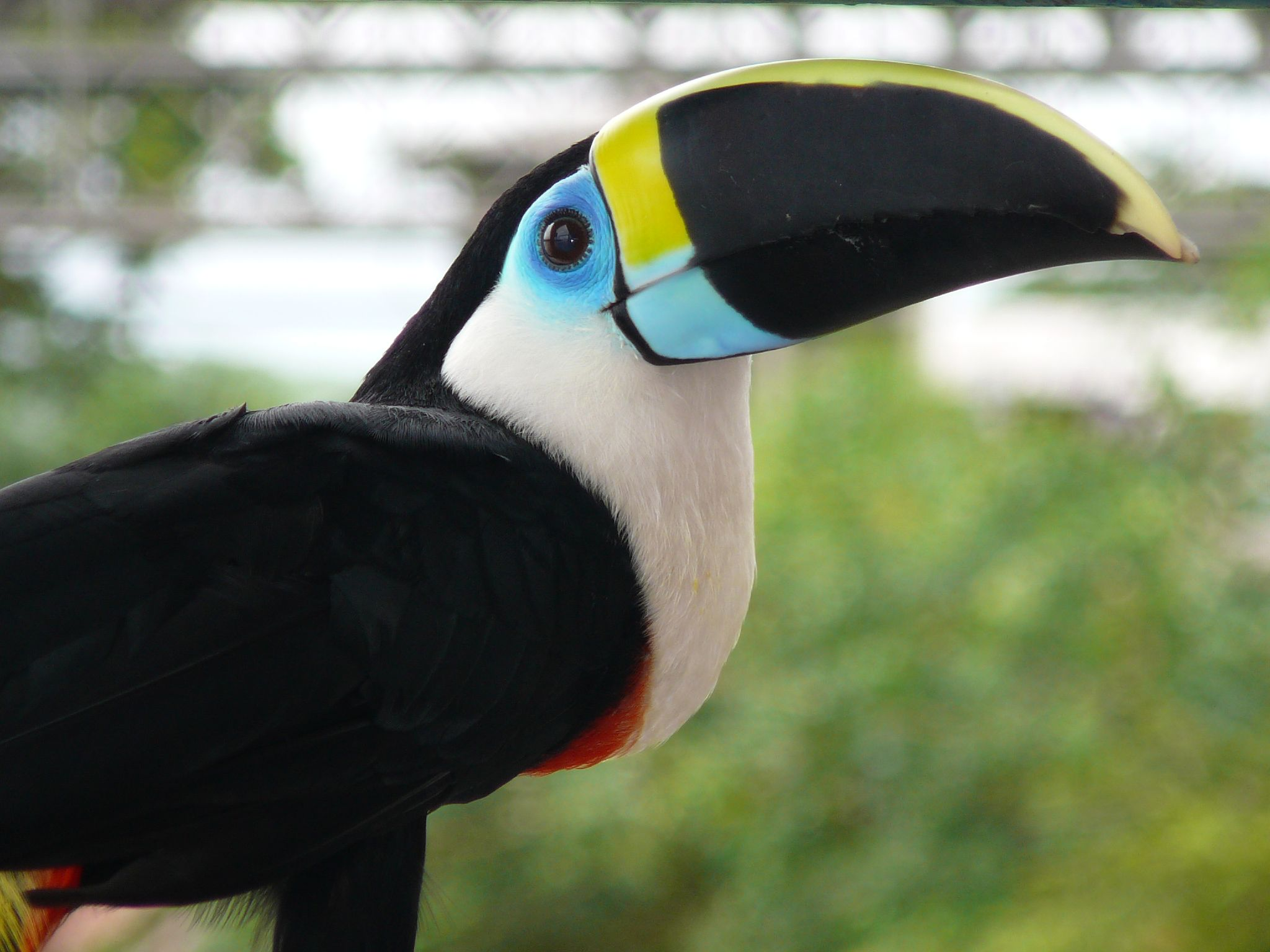
Dottertukan der Unterart Ramphastos vitellinus citreolaemus

Das Verbreitungsgebiet des Dottertukans ist sehr groß und erstreckt sich von 11° nördlicher Breite bis über den südlichen Wendekreis. Im Einzelnen kommt der Dottertukan im Norden, Nordosten und Osten von Kolumbien, im Nordwesten Venezuelas, in Bolivien, Guyana und im Osten und Südosten Brasiliens vor. Er fehlt in trockenen oder abgeholzten Gebieten. Seine Höhenverbreitung reicht vom Meeresniveau bis in Höhenlagen von 1140 Meter in Kolumbien, 1700 Meter in Venezuela, 1200 in Ecuador und Peru, 1650 Meter in Bolivien und 1000 Meter in Brasilien.

## Lebensraum
Der Dottertukan bewohnt gewöhnlich verschiedene Waldtypen des Flachlandes. Er hält sich besonders in Waldgebieten auf, die sich in der Nähe von Flüssen und Seen befinden. In Wäldern, in denen ein selektiver Holzeinschlag stattfand, ist er auch noch nach acht bis zwölf Jahren selten. Er besiedelt Waldlichtungen, Galeriewälder und kommt auch noch in tropischen feuchten Regenwäldern entlang der Anden vor, die ein reiches Wachstum an Bromeliengewächsen, Moosen und Epiphyten aufweisen. In einigen Regionen wie beispielsweise in den Höhenlagen in Venezuela erstreckt sich sein Lebensraum auch auf subtropische Wälder. Er kommt außerdem in Bolivien in einigen trockeneren Waldgebieten vor.

## Nahrung und Nahrungssuche
Der Dottertukan sucht einzeln, in Paaren oder in kleinen Gruppen von bis zu 15 Individuen nach Nahrung. Anders als der Weißbrusttukan vertreibt er andere Vogelarten nicht aggressiv von seinen Nahrungsbäumen und kann gelegentlich sogar in Gesellschaft mit dem Weißbrusttukan beobachtet werden. Er findet seine Nahrung überwiegend in den Baumwipfeln. Er kommt aber gelegentlich sogar auf den Boden, um dort herabgefallene Früchte zu fressen oder nach kleinen Insekten zu suchen. Wie beim Riesentukan und Weißbrusttukan spielt tierische Nahrung eine größere Rolle in seinem Nahrungsspektrum. Er raubt gezielt die Nester von Stärlingen der Gattung Cacicus und Schreivögeln sowie anderer Vogelarten aus und frisst deren Eier und Jungvögel. Er nimmt sogar schlafende Fledermäuse sowie Frösche und Kröten. Daneben frisst er schwärmende Termiten sowie Nektar und Blüten. Feigen und Nüsse verschiedener Bäume spielen ebenfalls eine Rolle in seiner Ernährung. Sowohl Früchte als auch Vögel oder Mäuse werden zunächst in die Luft geworfen, dann aufgefangen und verschluckt. Früchte, die zu groß sind, als dass der Tukan sie ganz verschlucken könnte, werden mit dem Fuß festgehalten und dann Stücke herausgerissen. Mit seinem Kot scheidet der Vogel die Samen zahlreicher Früchte wieder aus und spielt so eine wichtige ökologische Rolle bei der Vermehrung von Bäumen und Sträuchern. Wasser nimmt er aus der Sprossachse von Bromelien auf. Wenn es regnet, sitzt er jedoch gelegentlich auch mit geöffnetem Schnabel, um Wasser aufzufangen.

## Fortpflanzung

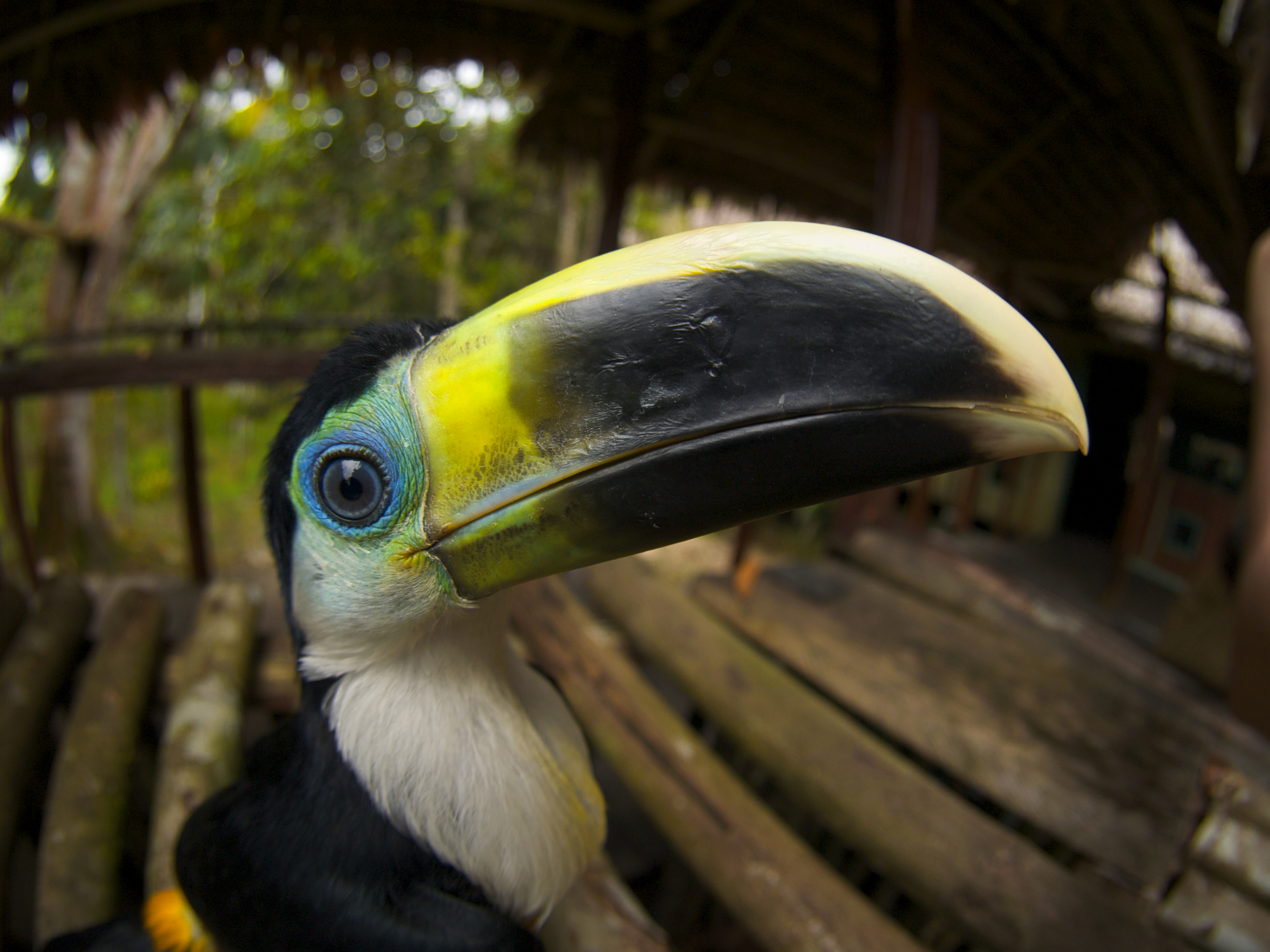
Jungvogel

Die Reviergröße eines Dottertukanpaares wird auf 40 Hektar geschätzt, allerdings liegen Bruthöhlen mitunter nur 200 Meter auseinander, was ein Hinweis darauf ist, dass Dottertukane nicht immer geeignete Bruthöhlen finden. Dottertukane bauen ihre Höhlen nicht selber, sondern sind auf natürliche Baumhöhlen als Nistplatz angewiesen. Ziehen sie in einer Baumhöhle erfolgreich Jungvögel groß, ist es wahrscheinlich, dass sie auch in der nächsten Fortpflanzungsperiode diese Baumhöhle nutzen.
Verpaarte Vögel verbringen bereits vor der Eiablage viel Zeit in ihrer Bruthöhle. Sie verteidigen die unmittelbare Umgebung ihrer Bruthöhle aggressiv. Bei in Gefangenschaft gehaltenen Dottertukanen hat man die Erfahrung gemacht, dass auch der Nachwuchs des vorherigen Jahres aus den Volieren entfernt werden muss, weil die Brutvögel diesen sonst töten. Zum Balzverhalten gehört ein Füttern des Weibchens durch das Männchen. Die Fortpflanzungszeit variiert abhängig von der geographischen Breite. In Guyana fällt sie beispielsweise in den Zeitraum November bis April, im Osten Venezuelas dagegen in den Zeitraum Februar bis Juli.
Das Gelege besteht aus zwei bis vier Eiern. Diese sind weißschalig und wiegen durchschnittlich 16,4 Gramm. Beide Elternvögel schlafen nachts in der Bruthöhle und beide sind an der Brut beteiligt, gewöhnlich brütet das Weibchen jedoch für eine längere Zeit. Die Brutzeit beträgt 16 bis 18 Tage. Nach dem Schlüpfen werden die Eierschalen von den Elternvögeln aus der Bruthöhle entfernt. Frisch geschlüpfte Nestlinge sind nackt und bläulich und haben noch geschlossene Augen. Ihr Gewicht entspricht etwa fünf Prozent des Gewichtes eines adulten Dottertukans. Beide Elternvögel füttern. Tierische Nahrung spielt bei der Aufzucht der Jungvögel eine große Rolle. Die Jungvögel fliegen in einem Alter von 37 bis 45 Tagen aus.

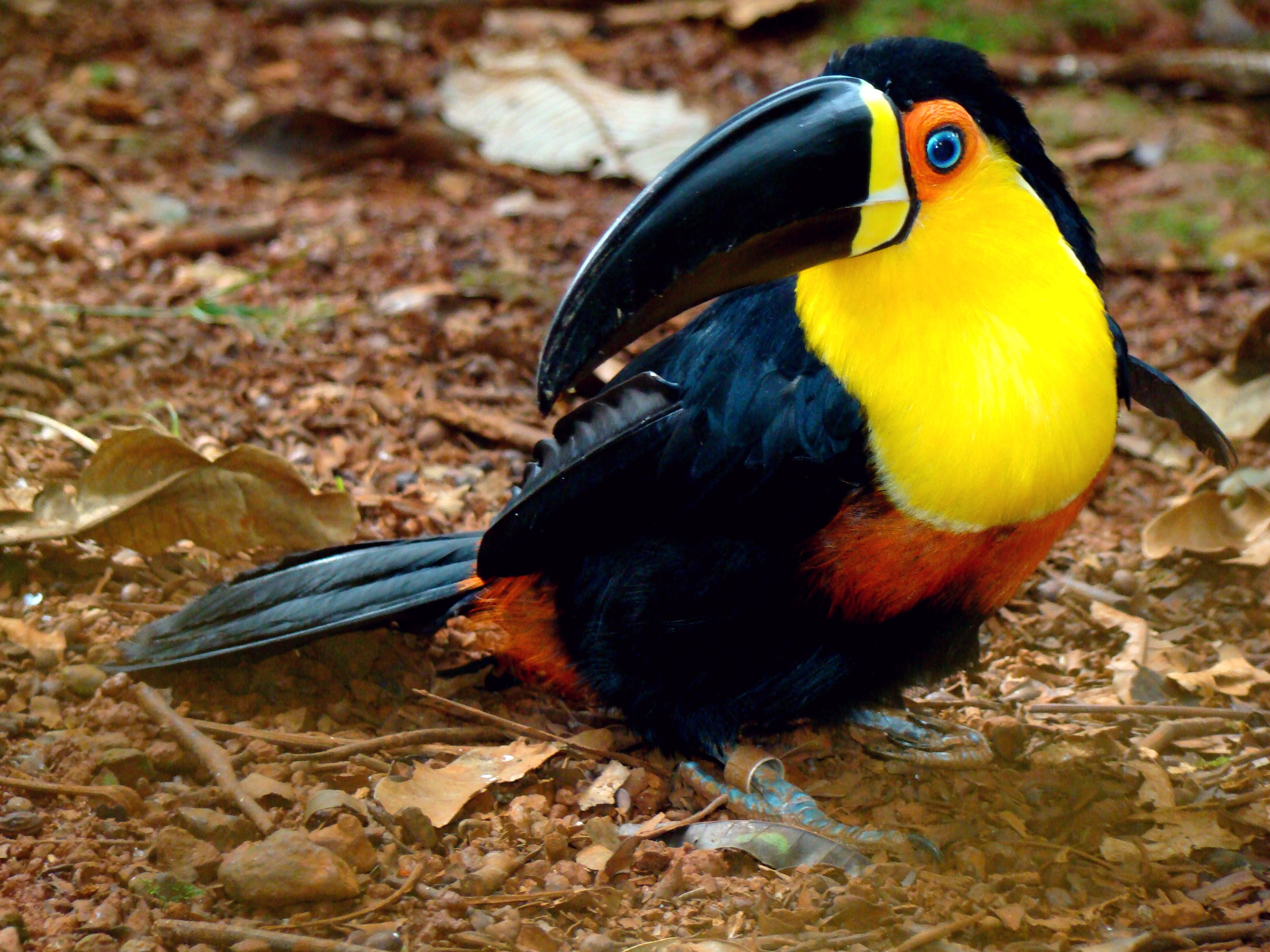
Dottertukan, Unterart R. v. ariel

Affen und Schlangen fressen Nestlinge. Dottertukane hassen deshalb auf diese Tierarten. Der Prachtadler und der Virginia-Uhu jagen adulte Dottertukane. 

## Dottertukane und Menschen
Dottertukane werden nach wie vor von indigenen südamerikanischen Völkern als Nahrungsressource gejagt. Der Schnabel wird in der südamerikanischen Volksmedizin verarbeitet und sie spielen eine Rolle in den Mythen südamerikanischer Völker. Die brasilianischen Kaiser Peter I. und Peter II. trugen Zeremonialgewänder, für die Brustfedern des Dottertukans verarbeitet waren.
Die ersten Dottertukane wurden nach jetzigen Erkenntnissen bereits 1853 im Zoo von Amsterdam gehalten. Dabei handelte es sich um Arieltukane. Die Nominatform wurde erstmals 1872 nach England eingeführt. Nach wie vor wird vor allem der Arieltukan in Zoos und Vogelparks gehalten, da diese Unterart mit ihrer gelborange gefärbten Kehle und Brust zu den farblich attraktivsten Vertretern der Eigentlichen Tukane gehört.

## Belege

### Einzelbelege
1. ↑  BirdLife International: Species Factsheet – Channel-billed Toucan (Ramphastos vitellinus). Abgerufen am 23. Dezember 2010.
2. ↑   Short et al., S. 414
3. ↑   Lantermann, S. 175
4. ↑   Short et al., S. 416 und S. 417
5. ↑   Short et al., S. 417
6. ↑   Short et al., S. 417
7. ↑   Short et al., S. 417
8. ↑   Short et al., S. 418
9. ↑   Short et al., S. 418
10. ↑   Short et al., S. 418
11. ↑   Short et al., S. 417
12. ↑   Lantermann, S. 178
13. ↑   Lantermann, S. 179